# Melanoplus inconspicuus
Melanoplus inconspicuus är en insektsart som beskrevs av Andrew Nelson Caudell 1902. Melanoplus inconspicuus ingår i släktet Melanoplus och familjen gräshoppor. Inga underarter finns listade i Catalogue of Life.